# Dipturus oregoni
Dipturus oregoni (лат.) — вид хрящевых рыб семейства ромбовых скатов отряда скатообразных. Обитают в центрально-западной части Атлантического океана. Встречаются на глубине до 1079 м. Их крупные, уплощённые грудные плавники образуют диск в виде ромба со удлинённым и заострённым рылом. Максимальная зарегистрированная длина 144 см. Откладывают яйца. Не являются объектом целевого промысла.

## Таксономия
Впервые вид был научно описан в 1958 году как Raja garricki. Видовой эпитет дан в честь исследовательского судна «Орегон». 

## Ареал
Эти батидемерсальные скаты обитают в северной части Мексиканского залива у берегов США (Алабама, Флорида, Техас, Луизиана, Миссисипи). Встречаются вдоль на материковом склоне на глубине от 475 до 1079 м.

## Описание
Широкие и плоские грудные плавники этих скатов образуют ромбический диск с округлым рылом и закруглёнными краями. На вентральной стороне диска расположены 5 жаберных щелей, ноздри и рот. На длинном хвосте имеются латеральные складки. У этих скатов 2 редуцированных спинных плавника и редуцированный хвостовой плавник. Дорсальная поверхность коричневая, вентральная окрашена в бледный серо-голубоватый цвет, передняя часть брюха и область амулярных пор тёмные. Срединный ряд шипов на диске отсутствует. Хвост покрыт 3 рядами колючек. Латеральные колючки сжаты и имеют вид крючков. Максимальная зарегистрированная длина 144 см.

## Биология
Подобно прочим ромбовым эти скаты откладывают яйца, заключённые в жёсткую роговую капсулу с выступами на концах. Эмбрионы питаются исключительно желтком. Самцы достигают половой зрелости при длине 107—144 см.

## Взаимодействие с человеком
Эти скаты не являются объектом целевого промысла. Потенциально могут попадаться в качестве прилова. Для оценки Международным союзом охраны природы охранного статуса вида данных недостаточно.